# Agdistis aberdareana
Agdistis aberdareana là một loài bướm đêm thuộc họ Pterophoridae. Nó được tìm thấy ở Kenya.